# Parafia Matki Bożej Nieustającej Pomocy i św. Kazimierza w Dąbrówce Wisłockiej
Parafia Matki Bożej Nieustającej Pomocy i św. Kazimierza w Dąbrówce Wisłockiej – parafia rzymskokatolicka, znajdująca się w diecezji tarnowskiej, w dekanacie Radomyśl Wielki.